# Музично-драматичне училище М. Лєсневич-Носової
Музично-драматичне училище М. Лєсневич-Носової — приватний навчальний заклад, що діяв в Києві на початку XX ст. Заснований Марією Лєсневич-Носовою.

## Загальні відомості
Училище мало підготовче, музичне, драматичне відділення, оперний клас. Викладалися фортепіано, струнні інструменти, духові інструменти сольний спів, теорія та історія музики і драматичне мистецтво.
М. Лєсневич-Носова викладала гру на фортепіано, також в училищі працювали відомі діячі культури:
- Миронович, Павловська, Рубінштейн — фортепіано;
- співак Монтіконе-Майна — вокал;
- актор і режисер М. Соловцов (директор до 1902);
- літератор Г. Александровський (історія театру);
- актори М. Багров, Є. Недєлін, Й. Сойфер, М. Старицька (дикція, декламація, сценічна гра);
- хормейстер і композитор О. Глуховцев (хоровий спів);
- Коппіні — флейта;
- Єлін і Роговий — скрипка;
- Чаговець — історія культури;
- Ленчевський — пластичні танці;
- Давидов — оперний клас;
- Амадео Луїджі Бальбоні (клас труби та інших мідних інструментів);[2]
- оперні співаки О. Каміонський, Г. А. Боссе (вокальне відділення).[3]

Плата за навчання становила 60-150 крб. за рік, у хоровому класі драматичного відділення навчання було безкоштовне.
Училище розміщувалось в будинку по вул. Михайлівській, 16а. з 1905 року — в садибі на вул. Софійській, 25-а, 25-б, з 1906 — на Хрещатику, 13 (будинок не зберігся), на Прорізній, 11 (будинок не зберігся).

## Відомі випускники
- Алексєєв Михайло Павлович
- Гребінецька Марія Зіновіївна
- Белина-Скупевський Степан Броніславович
- Донець Михайло Іванович
- Бугославський Сергій Олексійович
- Ростовська-Ковалевська Марія Гаврилівна